# The Miracle
The Miracle és el tretzè àlbum d'estudi del grup de rock britànic Queen, publicat el 22 de maig de 1989 per Capitol Rècords als Estats Units, és el primer àlbum d'estudi publicat per Parlophone Rècords en el Regne Unit. Va ser enregistrat com la recuperació de la banda després dels problemes maritals de Brian May i després de la diagnosi del virus de la SIDA de Freddie Mercury, que era coneguda pel grup, però no ho van fer públic en aquesta època. L'enregistrament va començar el gener de 1988 i va durar un any sencer. Inicialment anava a anomenar-se The Invisible Men (Els Homes Invisibles), però tres setmanes abans de publicar-se, segons Roger Taylor, van decidir canviar el nom. Va ser també el darrer àlbum de Queen amb una foto del grup a la portada.
L'àlbum va assolir #1 de vendes al Regne Unit, Àustria, Alemanya, els Països Baixos i Suïssa. Va ser #24 al Billboard 200 dels Estats Units. S'estima que The Miracle va vendre 5 milions de còpies. Malgrat tenir vendes més lentes als Estats Units, va vendre bé al voltant del món, fins i tot sense fer gira. AllMusic considera The Miracle com el millor 'àlbum de Queen de la dècada dels vuitanta, juntament amb The Game. Va ser l'àlbum penúltim de la banda en ser enregistrat amb Freddie Mercury, que va morir a novembre de 1991 després de la publicació del seu següent àlbum, Innuendo. El darrer disc en que intervingué, Made in Heaven, es va enregistrar de forma anticipada la veu per completar les cançons després.

## Cançons

### Cara A

#### "Party"
"Party" (festa) va comença en una jam session entre Freddie Mercury, Brian May i John Deacon. Mercury era al piano i ell va començar la part "we had a good night". Tots tres van treballar junts i la van completar. May canta una petita pert de la cançó cap al començament.

#### "Khashoggi 's Ship"
"Khashoggi's Ship" (el vaixell de Khashoggi) va ser començat per Mercury amb tots els membres de la banda contribuint a les lletres i la música. La cançó és sobre famós billionaire Adnan Khashoggi i un vaixell (la Nabila, ara Kingdom 5KR) que va posseir en aquell temps i que era un dels iots privats més grans en el món. A l'àlbum, aquesta pista segueix a "Pary", amb la que té molta similatud lírica. La cançó va servir com la referència al nom de Khashoggi, personatge del musical We Will Rock You.

#### "The Miracle"
"The Miracle" és una de les cançons més complexes dels darrers anys del grup. Mercury i Diacon van coescriure els acords junts. És un de les cançons favorites de May. La banda sencera va contribuir amb lletres i idees musicals. Mercury toca el piano utilitzant un Korg M1.

#### "I Want It All"
"I Want It All" va ser composta per May al 1987. En el DVC "Greatest Video Hits II", May comentava que la cançó estava inspirada en el lema favorit de la seva segona muller, Anita Dobson: "ho vull tot, i ho vull ara!" La idea de posar-hi intro, versos, cors i solos sobre la mateixa progressió harmònica va ser reutilitzada en el següent àlbum amb una altra cançó de May, "The Show Must Go On", de 1990. Mercury va cantar la veu principal a la major part de la cançó, però Mercuri i May podrien compartir veu principal durant el pont. Mercury va tocar els teclats, May va tocar guitarres acústiques i elèctriques i Taylor va utilitzar bateria de bombos per primer (i única) vegada.

#### "The Invisible Man"
"The Invisible Man" és la primera canço de Taylor a l'àlbum. La idea de la lletra va venir d'un llibre que estava llegint. May i Taylor van comentar (a l'entrevista Queen for an Hour a 1989) que Taylor va escriure part de la cançó en el bany (semblantment al que havia passat amb "Crazy Little Thing Called Love" de Mercury deu anys abans). Cadascú dels quatre membres de banda és anomenat a les veus en el transcurs de la cançó presentant els seus respectius solos: "Freddie Mercury" al principi del primer vers (cridat per Roger Taylor), "John Deacon" després del primer vers, "Brian May" (repetit dues vegades) al principi del seu solo de guitarra, i "Roger Taylor" (Mercury fa sonar la "r" inicial com un tambor). En van fer moltes versions. Al CD incluo com a bonus una altra versió més llarga.

### Cara B

#### "Breakthru"
"Breakthru" (trencar) és una combinació de dues cançons: "A New Life Is Born", de Mercury, i "Breakthru", escrita per Taylor amb la participació dels altres pel canvi de clau. Aquesta cançó va ser llançada com una sola i es va fer un lloc al top ten del Regne Unit a l'estiu de 1989.

#### "Rain Must Fall"
"Rain Must Fall" (la pluja ha de caure) és una col·laboració entre Deacon (a la música) i Mercury (a les lletres) (confirmat pel productor David Richards i, posteriorment, per May a la seva pàgina web). Taylor va enregistrar gran quantitat de percussions però la majoria es van editar per tal de tenir més espai per harmonies vocals, guitarres i teclats, aquests darrers compartits entre Mercury i Deacon en aquesta peça.

#### "Scandal"
"Scandal" (Escàndol) va ser escrit per May sobre la premsa britànica, després de la polèmica alimentada pels mitjans sobre el seu recent divorci, la seva relació amb Anita Dobson i els rars aspectes públics de Mercuri a causa de la seva batalla contra la SIDA. Tant els teclats i el solo de guitarra de May com la veu principal de Mercury es van enregistrar a la primera presa. En un vespre la cançó va estar feta. David Richards toca el Sintetitzador. May va comentar que la cançó està molt a prop del seu cor, malgrat que passava per una etapa difícil de la seva vida.

#### "My Baby Does Me"
"My Babye Does Me" (la meva criatura em fa) és una altra col·laboració de Mercury i Deacon. Tots dos van tenir la idea d'una pista més senzilla. En una entrevista a BBC Radio 1 a 1989, tots dos atribuïen a l'altre la part musical.

#### "Was It All Worth It"
"Va valer la pena" va ser compost per Mercury. La cançó es remunta al so produït íntegrament de la banda en els anys 70. Tot i que la major part de la cançó va ser creada per Mercuri, tots els membres hi van contribuir amb idees i lletres (per exemple, Taylor va contribuir amb la línia "we love you madly!"). Deacon més tard va citar la cançó com el seu favorit de l'àlbum. Taylor utilitza un gong i timbals. Tot i que no es publica com a senzill, segueix sent molt popular entre els fans de Queen i sovint es considera la millor cançó de l'àlbum.

### Cançons extra del CD

#### "Hang on in there"
Aquesta cançó va ser escrita pels quatre membres de la banda. May toca ambdues guitarres, acústica i elèctrica, així com els teclats, una feina que va compartir amb Mercury, qui també toca el piano. La cançó al principi apareguda com cara-B del single "I Want It All".

#### "Chinese Torture"
La única pista de CD que no va apareixia abans en un disc ni un single. És un tema instrumental que transporta l'horror i por que es coneix que la tortura xinesa evoca a les seves víctimes. La cançó es va donar a conèixer durant els últims concerts de la seva Magic Tour com a part d'un solo de guitarra de May. També es va incloure dins els solos de la gira amb Paul Rodgers a 2005 i 2006.

### Cançons fora de l'àlbum

#### "Stealin'"
Principalment composta per Mercury (però, com totes les altres cançons d'aquestes sessions, acreditada a la banda globalment), aquesta cançó és una representació d'un home que desperdicia la seva vida que cometent robatoris. La cançó és actuada a través de paraules parlades i línies cantades. Va publicar-se com cara-B del single "Breakthru".

#### "Hijack My Heart"
La cançó, acreditada a la banda, era de fet escrita per Taylor, qui també fa la part vocal. Explica la història d'un home que cau enamorat d'una dona que coneix, malgrat la seva molèstia original a la seva rudesa i maneres. Va ser la cara-B de "The Invisible Man".

#### "My Life Has Been Saved"
Escrita per Deacon, originalment com una pista acústica, sobre l'estat en que es troba el món. La cançó va publicar-se com cara-B del single "Scandal". Es va reversionar més tard per publicar-la a 1995 a l'àlbum Made in Heaven.

#### Face It Alone
Composta per Mercury.

## Portada
L'art de la portada va utilitzar Quantel Paintbox, la tecnologia de manipulació d'imatges d'última generació de l'època, per combinar fotografies de les cares dels quatre membres de la banda en una sola imatge, en línia amb la seva decisió de prescindir de crèdits individuals i simplement presentar la seva música com a producte de Queen. D'esquerra a dreta de la imatge apareixien Deacon, Taylor, Mercury i May, de manera que la part esquerra del rostre de Deacon es barrejava amb la dreta de Taylor a l'alçada dels ulls, la seva esquerra amb la dreta de Mercury i així successivament. Els únics ulls que apareixen sense barrejar-se eren el dret de Deacon i l'esquerre de May, que es trobaven als extrems.
El cercle es tancava a la contraportada, on apareixien nou fileres de cinc combinacions d'ulls, celles i part superior dels septes nasals. A cada filera apareixen per aquest ordre una combinació dels ulls de Taylor i Mercury, una altra dels de Mercury i May, la combinació novedosa dels de May i Deacon, la de Deacon i Taylor i repeteix la de Taylor i Mercury. L'ull esquerre de May, que es combina amb el dret de Deacon, no pertany a la mateixa fotografia que es va fer servir per a la portada. A les fileres inferiors cada ull es troba sota un envà inacabat i cada envà sota un ull de la filera superior.

## Singles
Es van publicat cinc singles de l'àlbum, tots al 1989:
- "I Want It All" va ser el primer single de l'àlbum, publicat al Regne Unit el 2 de maig; va arribar al #3 a les llistes britàniques i a #1 a nombrosos altres països europeus. La cançó es va convertir en un himne anti-apartheid per a la joventut dins Sud-africaca i també ha estat utilitzada com a cançó protesta en altres causes. La cançó es va convertir en el primer èxit de Queen a la ràdio americana des de "Under Pressure" assolint el #3 al rànking Billboard's Mainstream Rock Singles, però només va assolir #50 al Billboard Hot 100. El vídeo presenta la banda en un estudi que utilitza il·luminació halògena. Va ser dirigit per David Mallet i filmat a Elstree Studios, a Londres al març de 1989. Als comentaris del DVD Greatest Video Hits 2 May i Taylor recorden que la salut de Mercury ja era bastant dolenta quan el van rodar, i destaquen que no es nota al video, amb Mercury actuant amb tota la seva energia. El vídeo també presenta la primera aparició pública de Mercury amb una barba per amagar les marques de sarcoma de Kaposi a la seva mandíbula.
- "Breakthru", el segon single, publicat al Regne Unit el 19 de juny; el seu vídeo va ser filmat en un tren de vapor privat conegut com "The Miracle Expressa". La cançó va arribar a #7 al Regne Unit. També es va publicar com a singule als Estats Units. Al vídeo hi apareix Debbie Leng, en aquell temps la parella de Roger Taylor .
- "The Invisible Man", es va publicar al Regne Unit el 7 August, arribant a #12 al Regne Unit i va ser un èxit arreu d'Europa; el vídeo mostrava duplicats dels membres del grup fetes per ordinador movent-se al uníson. Aquesta cançó va ser posteriorment versionada per Scatman John.
- "Scandal" va ser el quart single de l'àlbum i va arribar al #25 en el Regne Unit. El video de la cançó va presentar a la banda en un escenari que aparentava ser un periòdic i va ser filmat a Pinewood Studios al setembre de 1989.
- "The Miracle", el cinquè i darrer single de l'àlbum, va ser publicat el 27 de novembre a Regne Unit i va assolir #21 a les llistes britàniques. Al seu vídeo hi apareixien joves amb l'aspecte del mesmbres del grup (incloent-hi un llavors desconegut Ross McCall) actuant com ells. La banda real apareix només al final, trobant-se amb les seves contrapartides.

## Llistat de pista
Totes les pistes acreditades a Queen.
| 1. | «Party»             | Freddie Mercury Brian May John Deacon | Mercury amb May    | 2:24 |
| 2. | «Khashoggi's Ship»  | Mercury May Deacon Roger Taylor       | Mercury            | 2:47 |
| 3. | «The Miracle»       | Mercury Deacon                        | Mercury            | 5:02 |
| 4. | «I Want It All»     | May                                   | Mercury amb May    | 4:41 |
| 5. | «The Invisible Man» | Taylor                                | Mercury amb Taylor | 3:55 |

| 6.  | «Breakthru»           | Mercury Taylor | Mercury | 4:07 |
| 7.  | «Rain Must Fall»      | Mercury Deacon | Mercury | 4:20 |
| 8.  | «Scandal»             | May            | Mercury | 4:42 |
| 9.  | «My Baby Does Me»     | Mercury Deacon | Mercury | 3:22 |
| 10. | «Was It All Worth It» | Mercury        | Mercuy  | 5:45 |

| 11. | «Hang On in There»                | Queen  | Mercuy | 3:46 |
| 12. | «Chinese Torture»                 | May    | Mercuy | 1:46 |
| 13. | «The Invisible Man» (12" version) | Taylor | Mercuy | 5:28 |

| 14. | «Scandal» (12" mix) | May | Mercuy | 6:34 |

| 1. | «I Want It All» (single version)                                 | May     | 4:01 |
| 2. | «The Invisible Man» (demo version with guide vocal, August 1988) | Taylor  | 5:04 |
| 3. | «Hang On in There» (B-side)                                      | Queen   | 3:46 |
| 4. | «Hijack My Heart» (B-side)                                       | Taylor  | 4:13 |
| 5. | «Stealin'» (B-side)                                              | Mercury | 4:01 |
| 6. | «Chinese Torture» (instrumental)                                 | May     | 1:46 |
| 7. | «The Invisible Man» (12" version)                                | Taylor  | 5:28 |

| 8.  | «I Want It All» (promo video, 1989)              |  |
| 9.  | «The Making of "The Miracle" promo video» (1989) |  |
| 10. | «The Making of The Miracle album cover» (1989)   |  |

## Personal
Queen
- Freddie Mercury – vocalista principal (totes les pistes), i de fons (a totes les pistes menys la 5) teclats (1-3, 6, 7, 9, 10), caixa de ritmes (1)
- Brian May – guitarra elèctrica (totes les pistes), vocalista de fons (1, 3, 4, 6, 10), teclats (8, 10), covocalista principal (4)
- Roger Taylor – bateria (tots menys 9), vocalista de fons (1, 3-6, 10), percussió (2, 8, 10), caixa de ritmes (1, 7, 9), teclats (5, 6), guitarra elèctrica (5, "Hijack My Heart").
- John Deacon - Baix (totes les pistes), guitarra elèctrica (1, 5, 7, 9), teclats (7, 9)

Personal addicional
- David Richards - teclats ((4-6)), sintetitzador ((8)), enginyer de so
- Enginyers ajudants - Andrew Bradfield, John Brough, Angelique Cooper, Claude Frider, Andy Mason, Justin Shirley-Smith
- Masterització per Kevin Metcalf i Gordon Vickary
- Programació d'ordinador per Brian Zellis
- Disseny de l'àlbum per Richard Gris
- Fotografia original per Simon Fowler

## Gràfics
| Llista (1989)                                         | Millor posició |
| ----------------------------------------------------- | -------------- |
| Llista de vendes d'albums d'Alemanya                  | 1              |
| Llista de vendes d'albums d'Austràlia                 | 4              |
| Llista de vendes d'albums d'Àustria                   | 1              |
| Llista de vendes d'albums de Canadà                   | 18             |
| Llista de vendes d'albums d'Espanya                   | 4              |
| Llista de vendes d'albums dels Estats Units d'Amèrica | 24             |
| Llista de vendes d'albums de França                   | 11             |
| Llista de vendes d'albums d'Itàlia                    | 3              |
| Llista de vendes d'albums del Japó                    | 23             |
| Llista de vendes d'albums de Nova Zelanda             | 2              |
| Llista de vendes d'albums de Noruega                  | 2              |
| Llista de vendes d'albums de Suècia                   | 6              |
| Llista de vendes d'albums de Suïssa                   | 1              |
| Llista de vendes d'albums del Regne Unit              | 1              |

| Llista (1989)                            | Posició |
| ---------------------------------------- | ------- |
| Llista de vendes d'albums d'Àustria      | 12      |
| Llista de vendes d'albums d'Àustria      | 66      |
| Llista de vendes d'albums d'Itàlia       | 15      |
| Llista de vendes d'albums del Regne Unit | 19      |
| Llista de vendes d'albums de Suïssa      | 6       |

### Certificats
| País                          | Certificat | Unitats certificades/Vendes |
| ----------------------------- | ---------- | --------------------------- |
| Alemanya (BVMI)               | Platí      | 500.000                     |
| Àustria (IFPI Austria)        | Or         | 25.000                      |
| Finlàndia (Musiikkituottajat) | Or         | 43.130                      |
| Espanya (PROMUSICAE)          | Platí      | 100.000                     |
| França (SNEP)                 | Or         | 163.000                     |
| Holanda (NVPI)                | Platí      | 100.000                     |
| Polònia (ZPAV)                | Platí      | 20,000                      |
| Suïssa (IFPI Switzerland)     | Platí      | 50.000                      |
| Regne Unit (BPI)              | Platí      | 480.000                     |